# Vámosatya-Csaroda
Vámosatya-Csaroda este o arie protejată (arie specială de conservare — SAC, sit de importanță comunitară — SCI) din Ungaria întinsă pe o suprafață de 2.008,09 ha, integral pe uscat.

## Localizare
Centrul sitului Vámosatya-Csaroda este situat la coordonatele 48°10′44″N 22°25′04″E / 48.178889°N 22.417778°E.

## Înființare
Situl Vámosatya-Csaroda a fost declarat sit de importanță comunitară în mai 2004 pentru a proteja 1 specie de plante și 17 specii de animale. Situl a fost protejat și ca arie specială de conservare în februarie 2010.

## Biodiversitate
Situată în ecoregiunea panonică, aria protejată conține 9 habitate naturale: Păduri mixte riverane de Quercus robur, Ulmus laevis și Ulmus minor, Fraxinus excelsior sau Fraxinus angustifolia, de-a lungul marilor râuri (Ulmenion minoris), Lacuri eutrofice naturale cu vegetație de tip Magnopotamion sau Hydrocharition, Păduri panonice cu Quercus petraea și Carpinus betulus, Pajiști aluvionare inundabile, de Cnidion dubii, Fânețe de joasă altitudine (Alopecurus pratensis, Sanguisorba officinalis), Lacuri și iazuri distrofice naturale, Ape stătătoare oligotrofe până la mezotrofe, cu vegetație de Littorelletea uniflorae și/sau de Isoëto-Nanojuncetea, Păduri aluvionare cu Alnus glutinosa și Fraxinus excelsior (Alno-Padion, Alnion incanae, Salicion albae), Mlaștini alcaline.
La baza desemnării sitului se află mai multe specii protejate:
- plante (1): Eleocharis carniolica
- amfibieni (2): buhai de baltă cu burta roșie (Bombina bombina), triton cu creastă dobrogean (Triturus dobrogicus)
- mamifere (2): liliac cârn (Barbastella barbastellus), liliac de iaz (Myotis dasycneme)
- nevertebrate (10): Anisus vorticulus, croitorul mare al stejarului (Cerambyx cerdo), fluturele de noapte (Eriogaster catax), Hypodryas maturna, libelule (Leucorrhinia pectoralis), rădașcă (Lucanus cervus), fluturele purpuriu (Lycaena dispar), Odontopodisma rubripes, Vertigo angustior, Vertigo moulinsiana
- pești (2): țipar (Misgurnus fossilis), boarță (Rhodeus sericeus amarus)
- reptile (1): țestoasa de baltă (Emys orbicularis)

Pe lângă speciile protejate, pe teritoriul sitului au mai fost identificate 9 specii de plante, 1 specie de mamifere, 6 specii de nevertebrate, 1 specie de pești, 1 specie de reptile.